# Musée national d'histoire du château de Frederiksborg
Le musée national d'histoire du château de Frederiksborg est un musée d'histoire culturelle situé dans le château de Frederiksborg, à Hillerød, au Danemark. Il a été fondé en 1878.
Le musée possède une importante collection de peintures historiques, de meubles d'époque, d'objets, d'œuvres artistiques illustrant l'histoire du Danemark des débuts de la christianisation à nos jours. Le musée dépend de la fondation Carlsberg.
On peut y découvrir le globe céleste de Gottorf ainsi que le tableau L'Assemblée nationale constituante du peintre de l'âge d'or danois Constantin Hansen.